# Примак, Фёдор Яковлевич
Фёдор Яковлевич Примак (23 апреля 1899 года, Татаровка — 9 сентября 1981 года, Киев) — украинский советский медик, доктор медицинских наук (1936), профессор (1939). Заслуженный деятель науки и техники УССР (1964). Член правления Украинского республиканского научного общества терапевтов, редколлегии журнала «Врачебное дело».

## Биография
Фёдор Яковлевич Примак родился 23 апреля 1899 года в селе Татаровке Черниговской губернии (ныне Софиевка Носовского района Черниговской области) в крестьянской семье. Учился в Нежинской гимназии. В 1918 году поступил на медицинский факультет Киевского университета, который в период обучения был реорганизован в Киевский медицинский институт (ныне Национальный медицинский университет имени А. А. Богомольца).
По окончании института, в 1924 году, проходил стажировку в медицинских институтских клиниках и в Бобровицкой районной больнице Черниговской губернии. В 1925—1928 годах, по приглашению академика Феофила Гавриловича Яновского, работал ординатором в терапевтической клинике Киевского медицинского института, а с 1928 по 1932 год был аспирантом. В 1932—1936 годах — научный сотрудник клинического отдела Киевского НИИ экспериментальной биологии и патологии, в 1936—1940 годах — Киевского НИИ клинической медицины и НИИ физиологии АН УССР в 1938—1940 годах. По совместительству, с 1937—1940 год — доцент кафедры факультетской терапии Киевского медицинского института. В 1941 году заведовал кафедрой факультетской терапии Львовского медицинского института. В 1941—1946 годах занимал должность главного терапевта военных госпиталей в Башкирии, по совместительству в 1942—1943 годах работал профессором кафедры факультетской терапии медицинского института в Уфе. В 1947—1952 годах — профессор кафедры факультетской терапии, у 1952—1973 годах — заведующий, в 1973—1978 годах — профессор кафедры пропедевтики внутренних болезней Киевского медицинского института.
Фёдор Яковлевич Примак скончался 9 сентября 1981 года. Похоронен в Киеве на Байковом кладбище .
Область научных интересов: вопросы ангиологии, в частности, изучение роли изменений белкового состава крови, сосудистой стенки в патогенезе отеков; изменения капилляров кожи при ревматизме, капилляров и сосудистого русла организма при анафилаксии и аллергических реакциях; гистофизиология лимфатической системы сердца в норме и патологии; диагностика, клиника и лечение туберкулеза, гипертонической болезни, раневого сепсиса, гипоксических состояний и др.
Под руководством Ф. Примака было подготовлено 27 кандидатов, 6 докторов наук. Автор около 190 научных и учебно-методических работ, среди них две монографии.

## Труды
- Диетическое лечение почечных заболеваний (дипл. Труд). Киев, 1925;
- О некоторых биохимические изменения в организме при различных патологических процессах. Журн ВУАН 1932, № 1;
- Действие Мацестовских ванн и гидротерапии на кровеносные капилляры кожи человека. Сов Мед 1935, № 3;
- Терминальные отеки мышц (докторская диссертация, монография). Киев, 1936;
- Главные клинические черты украинского эндемического зоба. Мед Журн АН УССР 1936, № 1;
- Изменения кровеносных капилляров кожи во время аллергического состояния. В кн: Аллергия. Киев, 1937;
- Отек как метод изучения лимфатической системы. Клин Мед 1938, № 1;
- Значение лимфатической системы в клинике сердечных заболеваний. Тер Арх 1938, № 6;
- Сердечно-сосудистая недостаточность и гипоксидозы во внутренней патологии (монография). Киев, 1963.

поликлиника